# Leucochrysa cornesta
Leucochrysa cornesta är en insektsart som först beskrevs av Banks 1944.  Leucochrysa cornesta ingår i släktet Leucochrysa och familjen guldögonsländor. Inga underarter finns listade i Catalogue of Life.